# Calochilus stramenicola
Calochilus stramenicola är en orkidéart som beskrevs av David Lloyd Jones. Calochilus stramenicola ingår i släktet Calochilus och familjen orkidéer. Inga underarter finns listade i Catalogue of Life.